# Гейдельбергский университет
Гейдельбергский университет имени Рупрехта и Карла (нем. Ruprecht-Karls-Universität Heidelberg) — старейший (древнейший) и один из наиболее престижных университетов на территории современной Германии.
Университет основан в 1386 году в составе четырёх факультетов. Университетские здания по большей части расположены в Старом городе (нем. Altstadt) Гейдельберга, районе Бергхайм (нем. Bergheim) и Нойенхаймер Фельд (нем. Neuenheimer Feld). Гейдельбергский университет является основателем Лиги европейских исследовательских университетов (LERU) и Коимбрской группы. Он ассоциируется с 56 лауреатами Нобелевской премии. В университете учится более 18 % иностранных студентов. В международном сопоставлении он занимает верхние позиции и имеет высокую академическую репутацию. В зимнем семестре 2017/18 годов было зарегистрировано 29 689 студентов, и было около 530 профессоров.

## История

### Основание
Университет был основан курфюрстом Рупрехтом I с соизволения римского папы Урбана VI в 1386 году, чтобы дать его разрозненным владениям, Пфальцу на Рейне, центр духовной жизни, привлечь иностранцев и воспитывать церковных деятелей и государственных чиновников в собственном государстве и стране. Подоплёкой образования университета стал Великий западный раскол католической церкви: выпускники Сорбонны, подчинявшихся авиньонскому папе Клименту VII, не могли служить в церквях Пфальца, управляемых папой римским, поэтому возникла потребность в собственном теологическом образовании. Первые профессора в Гейдельберг приехали из Парижа и Праги. Ректором-основателем университета стал Марсилий Ингенский, приверженец номинализма, долгое время преподававшегося в университете в исключительном порядке.
На момент основания он стал четвёртым по старшинству после болонского, пражского и венского университетов на территории Священной Римской империи и первым университетом на территории современной Германии.
Учредительные грамоты датированы 1 октября 1386 года. 18 октября того же года состоялась церковная месса, открывшая стены университета, а на следующий день начались занятия. В тот же день была получена и серебряная университетская печать, чей оттиск является логотипом университета.
Поначалу университет испытывал острую нехватку в помещениях. Занятия проходили в помещениях монастырей августинцев и францисканцев. Большие удобства университет получил после того, как курфюрст Рупрехт II выгнал евреев из Гейдельберга и передал освободившиеся здания университету. Здание синагоги было переделано под Мариинскую капеллу и служило аудиторией. Для финансирования университета курфюрст Рупрехт III основал монастырь Святого духа, церковь Святого духа стала одновременно и церковью университета, пока в XIX веке её функции не переняла церковь Святого Петра.
Курфюрсты заботились о своих университетах, но иногда нарушали их автономию. Они развивали и новые духовные течения, например, гуманизм. Так, Фридрих I Победоносный провёл важную университетскую реформу: на теологическом факультете было разрешено преподавать реализм, что означало некоторую свободу преподавания. Одновременно на юридическом факультете стали изучать не только церковное, но и светское право. Надворный советник Фридриха I Андреас Гартмани впервые за всю многовековую историю университета избирался на пост ректора с 1463 по 1495 год. Среди каноников церкви Святого духа был его родственник, Гартман Гартманни, который в 1510 году учредил старейшую стипендию университета, просуществовавшую до 1949 года.

### Реформация
Несмотря на Гейдельбергский диспут Мартина Лютера 1518 года, университет долгое время был глух к Реформации. Хотя канцлер Курпфальца, Гартман Гартманни Старший, сын бывшего ректора, пытался склонить курфюрста Фридриха II в 1546 году к избранию ректором университета евангелического проповедника церкви Святого духа, Генриха Штолля, вопреки воле исповедующих старую веру профессоров, однако Реформация затронула только факультет свободных искусств. Лишь курфюрст Оттхайнрих преобразовал весь университет в 1556 году в Высшую школу евангелизма. В связи с этим он провёл имеющую важнейшее значение реформу: отныне студенты должны были посещать занятия в светской одежде, а не в рясах. На теологическом факультете обязательными для изучения стали древнееврейский и древнегреческий языки, на медицинском факультете большее внимание стали уделять практической стороне образования.
Благодаря курфюрсту Фридриху III во второй половине XVI века Гейдельберг стал центром европейской культуры и науки и приобрёл особое значение в качестве высшей школы кальвинизма. Гейдельберг стал «немецкой Женевой», то есть центром кальвинистской учёности, что привлекало в университет профессоров и студентов со всей Европы. При участии теологического факультета в 1563 году возник знаменитый Гейдельбергский катехизис. Наряду с кальвинизмом в конце XVI века существовал и так называемый поздний гуманизм. В этот период здесь трудились такие известные личности, как Пауль Шеде, Ян Грутер, Мартин Опиц, Юлий Вильгельм Цинкгреф и Маттеус Мериан.

### Тридцатилетняя война
Период расцвета длился до 1618 года. Тридцатилетняя война тяжело далась университету, занятия неоднократно прерывались. В 1622 году всемирно известная Гейдельбергская библиотека была перевезена в Рим. Открытию университета после войны помешало полное разрушение Гейдельберга войсками Людовика XIV в 1693 году. Университет вновь закрылся на несколько лет.

### XVIII век
В XVIII веке в Гейдельберге царила интеллектуальная посредственность. Большинство профессоров было иезуитами, задерживающимися в Гейдельберге лишь ненадолго. Остальные профессорские должности передавались по наследству, что не способствовало должному научному уровню. Евангелистский характер обучения был уничтожен запоздалой Контрреформацией. Растраты финансовых средств и революционные войны конца XVIII века лишили университет его имущества и независимых доходов.
В 1735 году на Университетской площади рядом с «Domus Wilhelmina», известным сегодня под именем «Alte Universität» («Старый университет» — нем.), появилось новое главное здание университета.

### XIX век
Переход Гейдельберга во владение Бадена в 1802 году привёл к повторному созданию университета. Университет был реорганизован и стал государственно финансируемым учебным учреждением. К имени основателя университета было добавлено имя первого великого герцога Карла Фридриха Баденского. С тех пор он называется Гейдельбергским университетом имени Рупрехта и Карла.
Университет тех времён исповедовал новый гуманизм, но и романтики нашли своих приверженцев среди профессоров и студентов университета. В Гейдельберге два года преподавал Георг Вильгельм Фридрих Гегель, Фридрих Шлоссер основал здесь собственную школу политических исторических наук, врач Максимилиан Йозеф фон Келиус привлекал пациентов со всей Европы. Профессора Гейдельберга являлись представителями домартовского либерализма, многие из них в 1848 году были членами Франкфуртского национального собрания. В то время как естественные науки в лице Роберта Бунзена, Густава Кирхгофа и Германа Гельмгольца переживали свой звёздный час, Гейдельберг образца XIX века был известен, прежде всего, как юридический университет.
В 1886 году университет отпраздновал свой 500-летний юбилей.
В 1893 году в честь университета был назван астероид (353) Руперто-Карола, открытый немецким астрономом Максом Вольфом в обсерватории Гейдельбергского университета, а астероиды (417) Суэвия и (418) Алеманния, открытые в 1896 году Максом Вольфом в этой же обсерватории названы в честь студенческих корпораций Гейдельбергского университета.

### XX век
В начале века в университете преподавали оба важнейших представителя Баденской школы: Вильгельм Виндельбанд и Генрих Риккерт. Гейдельберг был либеральным мировым университетом. Это было видно не только по притоку многочисленных иностранных студентов, но и по особому гейдельбергскому духу, междисциплинарным беседам, инспирированным Максом Вебером и его друзьями, прежде всего теологом Эрнстом Трёльчем, и кругом молодых учёных.

### Веймарская республика
Во времена Веймарской республики Гейдельберг считался оплотом демократического духа, поддерживаемого такими профессорами как Карл Ясперс, Густав Радбрух, Мартин Дибелиус, Альфред Вебер. На построенном Карлом Грубером на американские пожертвования здании Нового университета появилась надпись- посвящение Фридриха Гундольфа: «Духу живущему». Здесь слушал лекции по литературе и защитил докторскую диссертацию деятель национал-социализма Йозеф Геббельс. Студенчество становилось все более радикальным — в частности, известность получил «Гумбелевский бунт» 1930 года, когда студенты-нацисты захватили здание, требуя увольнения экстраординарного профессора Эмиля Гумбеля, и для восстановления порядка пришлось задействовать полицию. В научном плане лицом университета того времени были философский и юридический факультеты. Но новые пути пролагались, прежде всего, Лудольфом Крелем с его концепцией целостной медицины. Здесь также работал долгие годы пропагандист «Арийской физики» Филипп Ленард.

### Третий рейх
Университет Гейдельберга стал первым университетом Германии, приветствовавшим национал-социализм. Это привело к увольнению большого количества доцентов еврейского происхождения, а затем и к исключению студентов по политическим и расистским причинам. Многие были вынуждены эмигрировать, два профессора стали жертвой террора. В сожжении книг на Университетской площади принимали активное участие, прежде всего, сотрудники университета (сожжение книг в 1933 году в Германии).
Особое участие в нём принимали представители молодёжи, и со временем университет стал исповедовать откровенно нацистские настроения. Посвящение на здании университета «Духу живущему» было переделано в «Духу немецкому», и многие, даже среди профессоров, служили этому девизу.
С ноября 1938 года и до конца войны ректором университета был военный историк Пол Шмиттеннер, который в 1943 и 1944 года последовательно назначил родителей рейхминистра вооружений Альберта Шпеера (Альберта и Луизу) почётными гражданами университета с формулировкой, что Шпеер «стал тем, кем он является сегодня, благодаря душевному наследию и духовному формированию». В апреле 1945 года Шмиттеннер был отстранён со своего поста военным правительством.

### Западная Германия
Во Второй мировой войне университет не пострадал, но требовал духовного обновления. Под руководством философа Карла Ясперса был разработан новый устав, в котором университет обязался «служить живущему духу правды, справедливости и человеколюбия». Первым ректором послевоенных времён стал хирург Карл Генрих Бауэр. Университет был разделён и пространственно: факультет естественных наук и часть медицинского факультета переехали в университетские здания в Нойенгеймер Фельд, в то время как гуманитарные науки остались в старом городе. Старинная клиника в Бергхайме была расширена.
Реформы изменили и структуру университета: если со дня основания университет состоял из четырёх факультетов (теологического, юридического, медицинского и философского), к которым лишь в 1890 году был присоединён пятый — факультет естественных наук, то начиная с 1969 года, университет был разделён на 16 факультетов. В 1968 году в университете был организован Социалистический коллектив пациентов. Количество студентов постоянно росло, в юбилейный 1986 год (600-летие университета) в Гейдельберге обучалось 27 тысяч студентов. Они составляли подавляющую часть населения Гейдельберга. Также и традиционно большое количество иностранных студентов за послевоенные годы восстановилось.

### Современная Германия
В последние годы благодаря своим многочисленным клиникам и совместной работе с различными исследовательскими учреждениями университет получил признание в области медицины, нейробиологии и физики, математики и информатики, юридических и экономических наук. Гейдельберг стал первым университетом, основавшим филиалы за рубежом, например в Египте, Чили и Массачусетсе (США). В октябре 2007 года он пополнил список университетов, участников программы «Концепции будущего».

## Территории университета
Сегодня университет расположен следующим образом: естественные, спортивные и большая часть медицинских наук располагаются в Нойенгеймер Фельд; большинство гуманитарных и общественных наук, ректорат и администрация университета находятся в старой части Гейдельберга. Кроме этого существуют и другие здания университета в городской части и его ближайших окрестностях (например, десять корпусов факультета физики и астрономии на Филозофенвег). Ректорат и музей университета располагаются в здании старого университета в Гейдельберге.

## Факультеты
- факультет теологии (направление: теология евангелизма);
- факультет юриспруденции;
- факультет философии;
- факультет востоковедения и археологии;
- факультет новой филологии;
- факультет нейробиологии;
- факультет экономических и общественных наук;
- факультет поведенческих наук и культуроведения;
- факультет математики и информатики;
- факультет физики и астрономии;
- факультет химии и наук о Земле;
- факультет биологических наук;
- факультет медицины в Гейдельберге;
- факультет медицины в Маннхайме.

## Научные учреждения в составе университета
- Центр биохимии;
- Междисциплинарный центр нейрологии;
- Междисциплинарный центр научных вычислений;
- Институт экологической физики;
- Институт Южной Азии;
- Центр молекулярной биологии Гейдельбергского университета;
- Центр астрономии Гейдельбергского университета;
- Гейдельбергский центр изучения Америки;
- Центр социальных инвестиций и инноваций;
- Центр научной биологии «Биоквант»;
- Центральный институт технической информатики;
- Кластер передовых исследований «Азия и Европа в глобальном контексте»;
- Центральный институт психического здоровья;
- Институт здравоохранения, социальной и профилактических медицин.

## Прочие учреждения

### В Германии
- Астрономический институт Общества Макса Планка;
- Институт ядерной физики Общества Макса Планка;
- Институт медицинских исследований Общества Макса Планка;
- Институт международного права общества Макса Планка;
- Гейдельбергский институт международных исследований конфликтных ситуаций;
- Европейская молекулярно-биологическая лаборатория;
- Немецкий центр исследований рака;
- Гейдельбергская Академия наук.

### Вне Германии
В 2001 году Гейдельбергский университет основал Центр Латинской Америки в Сантьяго (Чили). Задачей центра является проведение мастер-классов для латиноамериканских университетов. Университет находится в тесном сотрудничестве с двумя ведущими чилийскими университетами: Епископальным Католическим университетом Чили и Чилийским университетом. Гейдельберг сотрудничает и с другими латиноамериканскими странами: Мексикой, Парагваем, Бразилией и Колумбией.

## Библиотеки Гейдельбергского университета
Основание современной Гейдельбергской университетской библиотеки относится к 1386 году, году основания университета.
Первоначально это был сундук с древними рукописями, приобретёнными первым ректором университета, Марсилием Ингенским в 1388 году. Этот сундук находился в церкви Святого духа. Различные книжные собрания, а также библиотека курфюрстов Гейдельбергского замка были объединены курфюрстом Оттгенрихом в XVI веке в Палатинскую библиотеку, располагавшуюся на хорах церкви Святого духа и открытую для всеобщего доступа. Особую ценность её представляла библиотека Фуггеров. Большая часть этой знаменитой библиотеки была в 1622 году подарена Ватикану в качестве военного трофея в Тридцатилетней войне герцогом Максимилианом I Баварским папе Римскому Григорию XV. Вследствие этого, проведение научных исследований первое время было невозможным.
Библиотеки, секуляризированные у монастырей Салем и Петерсхаузен в 1804 году стали основой новой библиотеки. В 1816 году в библиотеку вернулись 847 рукописей на немецком языке из Палатинской библиотеки. За ними в 1888 году вернулся в рамках меновой сделки Манесский кодекс — один из средневековых песенников, знаменитый манускрипт, окольными путями очутившийся в Королевской парижской библиотеке. Первым профессиональным директором библиотеки стал Карл Цангенмейстер (1837—1902). В 1912 году директором библиотеки стал Якоб Вилле.
В 1901—1905 годах по проекту Йозефа Дурма было построено здание университетской библиотеки с многочисленными флигелями, находящееся напротив церкви Святого Павла.
В 1978 году появляется филиал библиотеки в Нойнгеймер Фельд, обслуживающий факультеты естественных наук и медицины.
Задачей современной университетской библиотеки, объединённой со своими филиалами единой системой, является всестороннее обеспечение необходимой литературой сотрудников и учащихся Гейдельбергского университета. Наряду со специализированной литературой библиотека располагает и особыми собраниями: собранием литературы об Курпфальце и Бадене, и специальными собраниями Немецкого научно-исследовательского общества по египтологии, классической археологии, истории искусства Средневековья и Новейших времён (до 1945), Южной Азии.
Фонды библиотеки в 1934 году перешагнули миллион томов и сегодня составляют свыше 3 миллионов книг и журналов, свыше 480 тысяч других материалов: микрофильмов, видеозаписей, а также около 6600 рукописей. В децентрализованных библиотеках (из них 11 библиотек с фондом более 100 тысяч томов) находятся ещё три миллиона книг. Общее собрание Гейдельбергской библиотеки составляет свыше шести миллионов книг и других носителей информации.
Ежегодно библиотекой пользуются 43 тысяч активных пользователей (данные 2016 года). Традиционный ассортимент книг уже давно дополнен многочисленными электронными услугами: существует около 111 000 электронных журналов, 3200 баз данных и около 600 000 электронных книг (данные 2016 года).